# Vic-le-Fesq
Vic-le-Fesq è un comune francese di 402 abitanti situato nel dipartimento del Gard, nella regione dell'Occitania.

## Società

### Evoluzione demografica
Abitanti censiti